# SNCF Z 8800
De Z 8800 serie is een type bicourant dubbeldekker treinstel van de SNCF. Het wordt gebruikt op het Transilien-netwerk alsmede op het RER-netwerk. Ze vormen de tweede generatie van het Z 2N-materieeltype, na de Z 5600 treinstellen en voor de Z 20500 en Z 20900.

## Beschrijving
Omdat de Z 5600 treinstellen alleen op 1500 volt gelijkstoom kunnen werken, en de SNCF bi-courante treinstellen nodig had voor de noordelijke uitbreiding van de RER C, bestelde zij een tweede reeks van het Z 5600 materieel welke als verschil met zijn voorganger had dat hij ook kon werken op 25 kV wisselstroom waardoor zij ingezet konden worden op de uitbreiding van de RER C naar Argenteuil en Montigny-Beauchamp.

## Diensten
| Lijn    | Diensten                                                                         |
| ------- | -------------------------------------------------------------------------------- |
| RER C   | Alle diensten met uitzondering van Versailles Chantiers ↔ Versailles-Rive Gauche |
| Trans U | La Défense ↔ La Verrière                                                         |

## Renovatie

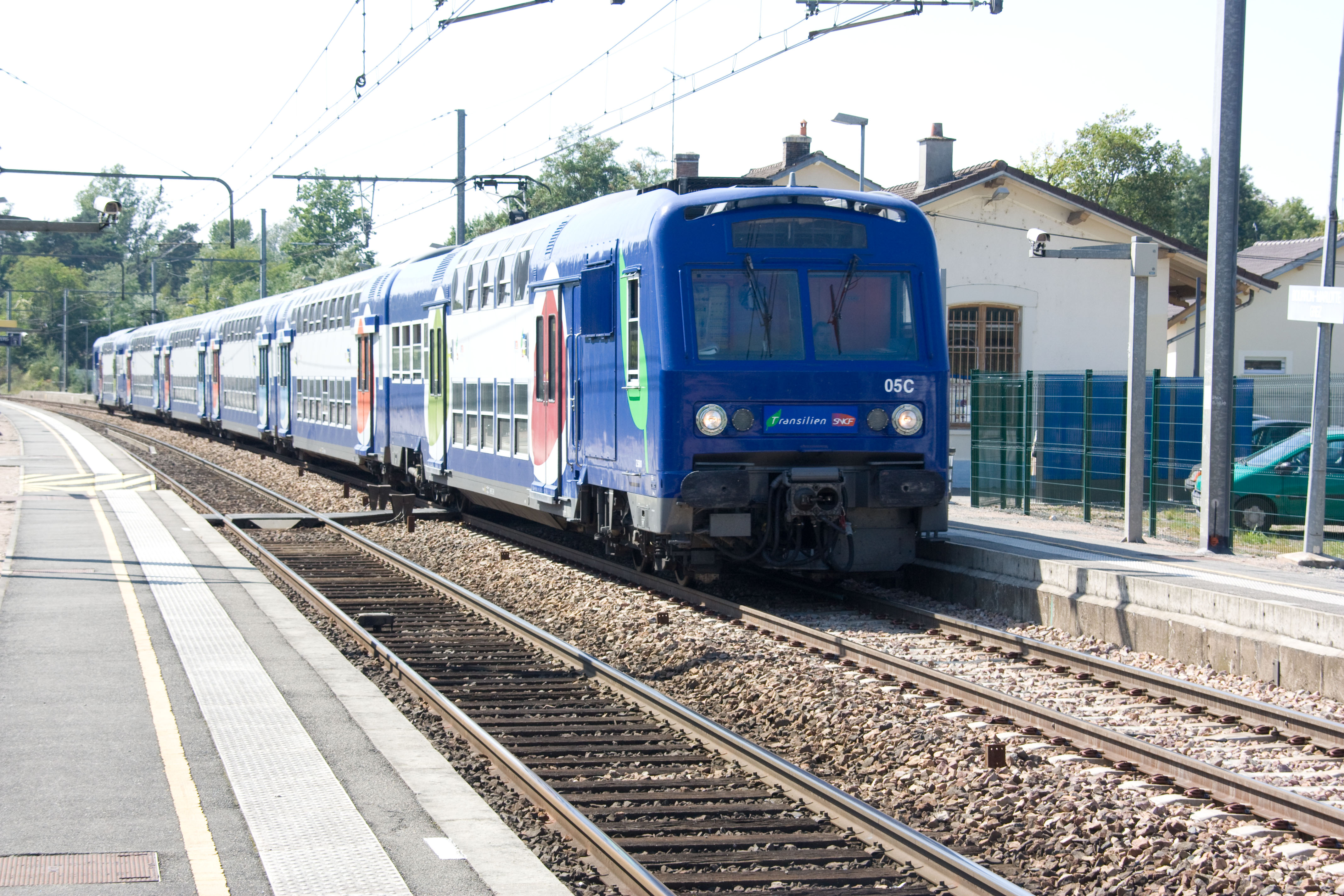
Een gerenoveerd treinstel Z 5600, de Z 8800 hebben een gelijk uiterlijk

Het STIF besloot in 2008 tot de renovatie van alle 110 treinen (in totaal 512 wagons) van de materieeltypes Z 5600 en Z 8800. De operatie begon in januari 2009 en wordt in 2015 afgerond. Hierbij worden nieuwe stoelen met voetsteunen geplaatst, beveiligingscamera's opgehangen en de huisstijl veranderd naar de nieuwe huisstijl van Transilien. Bij de renovatie de klapstoelen en de scheidingsmuren, die voorheen de eerste klas van de rest van de trein scheidde, weggehaald. Ook wordt de stoelconfiguratie gewijzigd van gedeeltelijk 2+2 en gedeeltelijk 2+3 naar 2+3.
In tegenstelling tot andere renovaties (VB 2N, Z 20500) wordt er bij deze renovatie geen airconditioning ingebouwd, hetgeen tot protesten leidde bij reizigersverenigingen.

## Mediabestanden

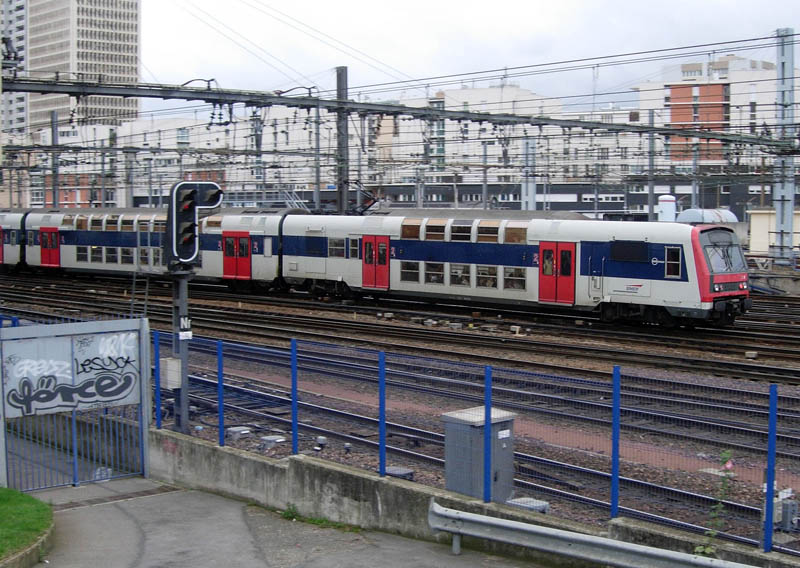
Een Z 8800 treinstel komt aan op station Montparnasse, in november 2004.
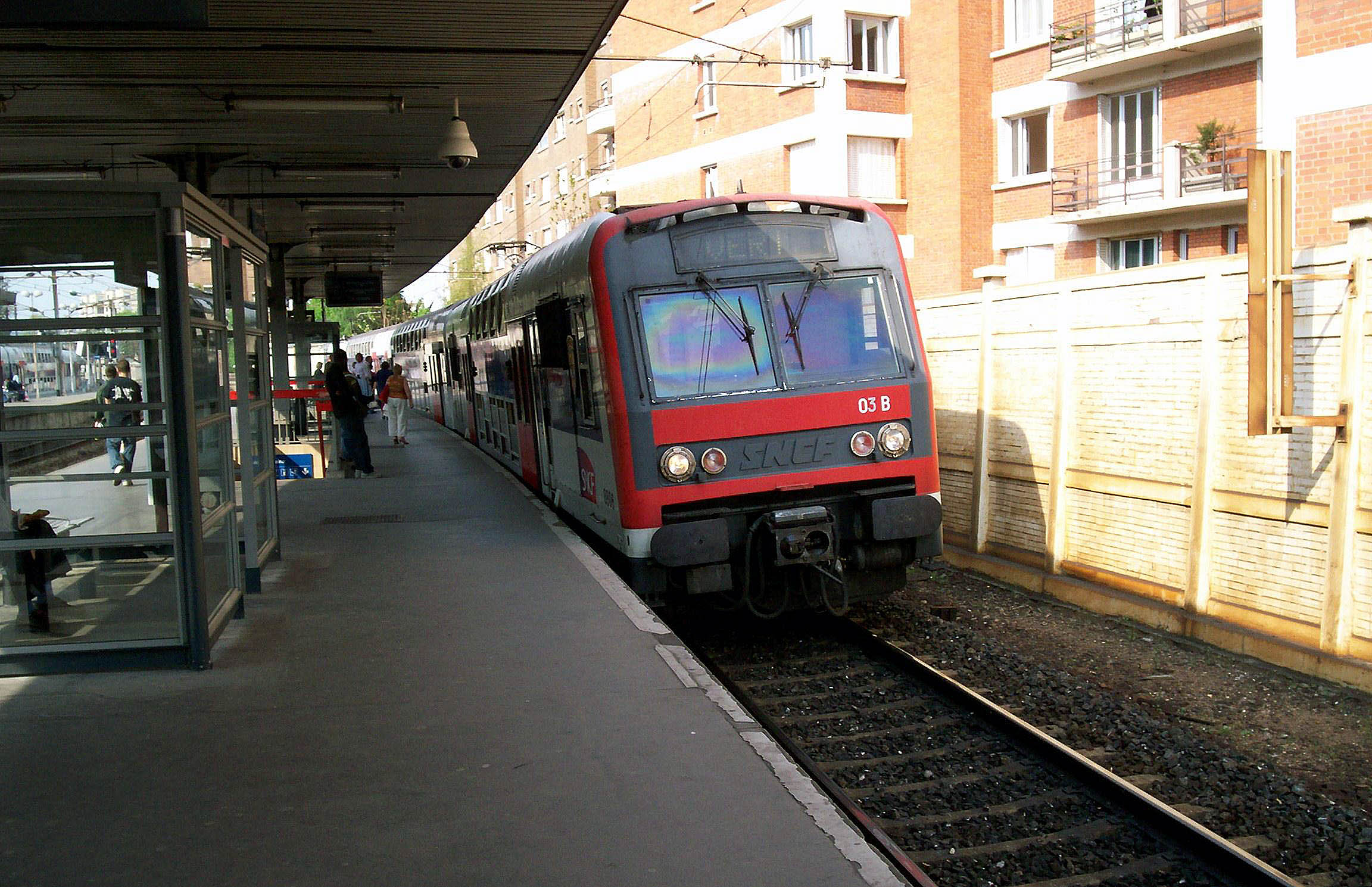
Een treinstel Z 8800 komt aan op Station Saint-Cloud. Hij rijdt de missie VERI ()
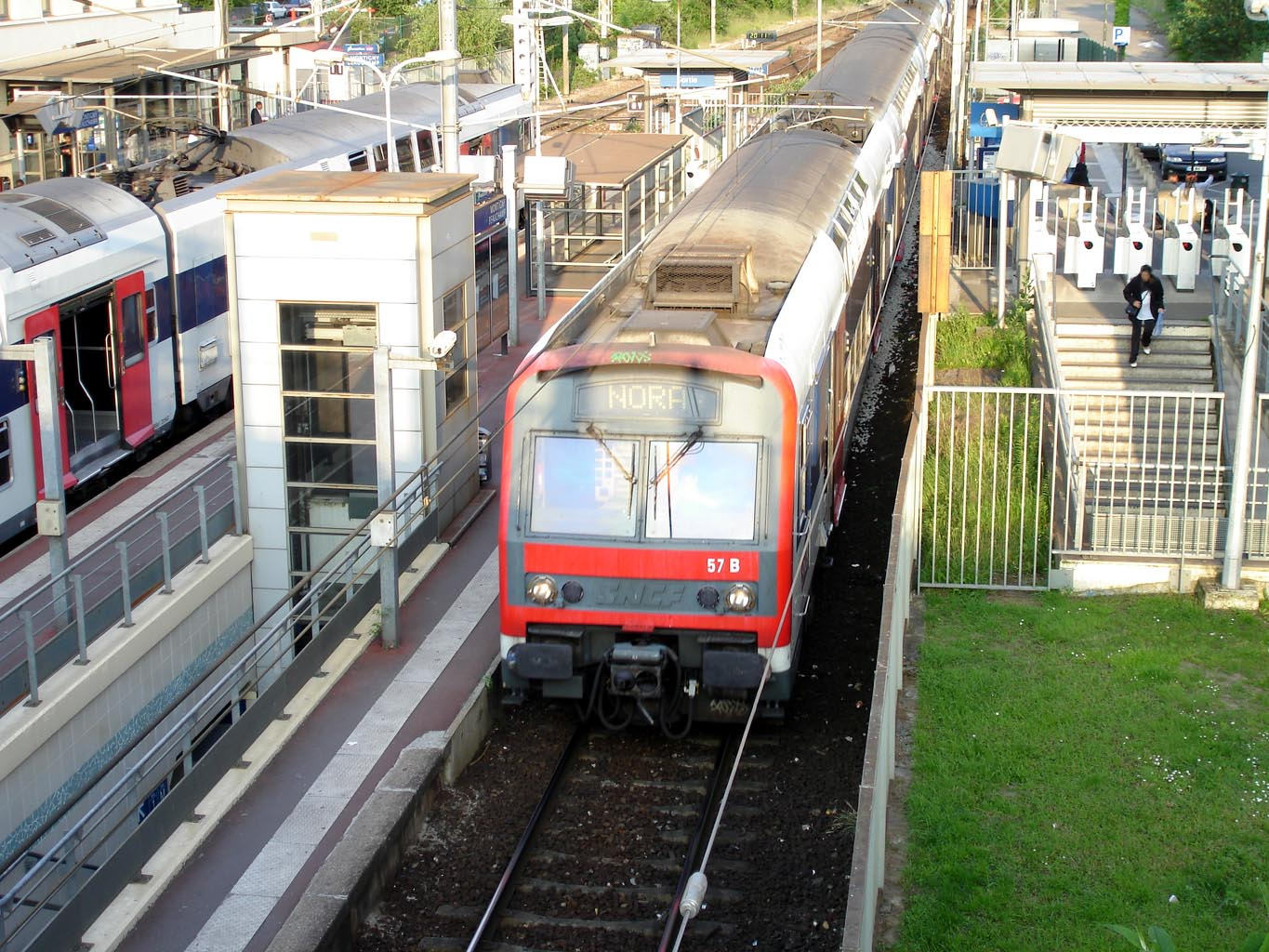
Een treinstel stopt op station Montigny - Beauchamp ()
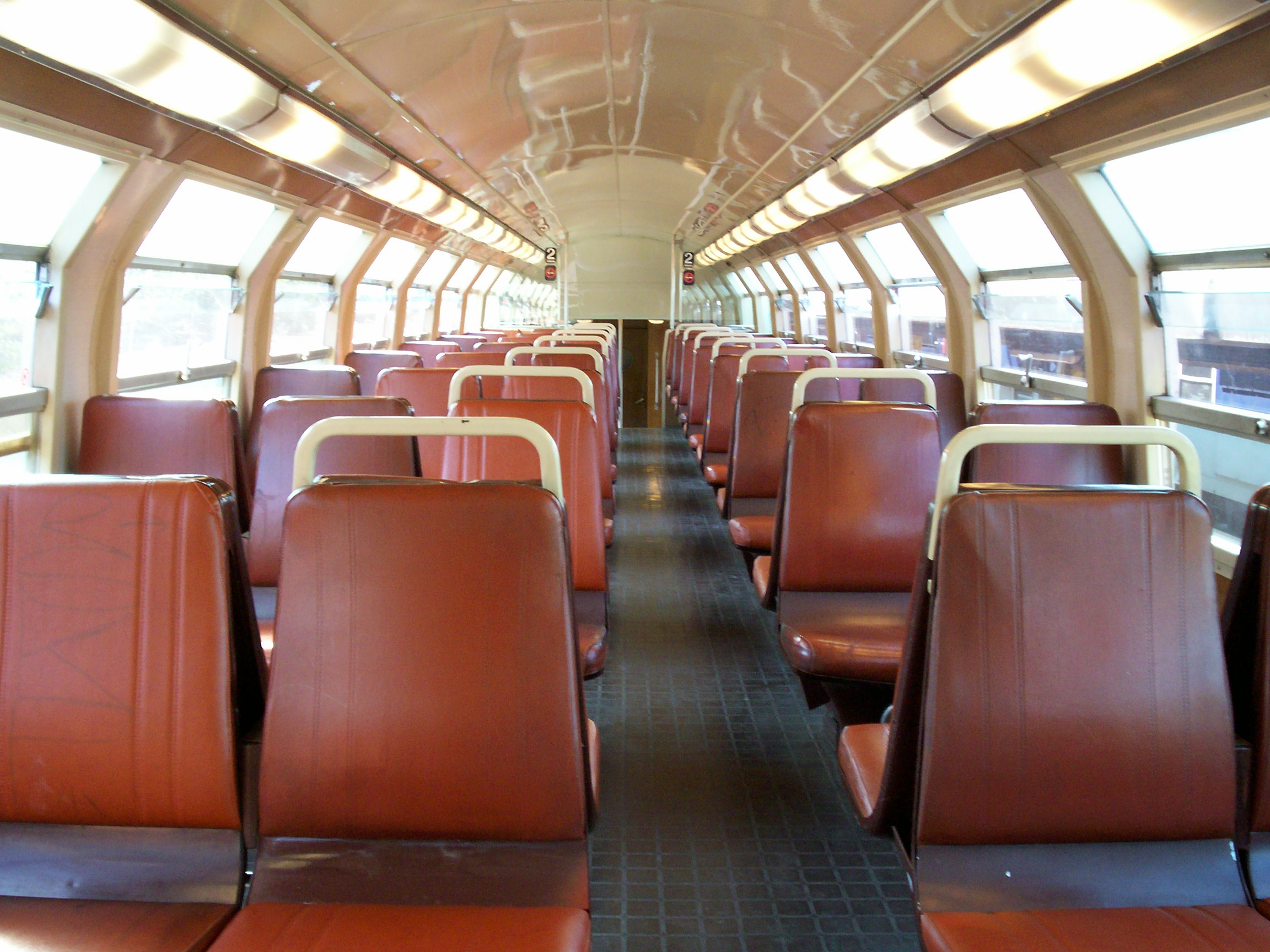
Intérieur van een non-gerenoveerd treinstel